# Кризиј ле Мепија
Кризиј ле Мепија (фр. Cruzilles-lès-Mépillat) је насељено место у Француској у региону Рона-Алпи, у департману Ен (Рона-Алпи).
По подацима из 2011. године у општини је живело 828 становника, а густина насељености је износила 69,93 становника/km².

## Демографија
| 1962. | 1968. | 1975. | 1982. | 1990. | 2011. |
| ----- | ----- | ----- | ----- | ----- | ----- |
| 513   | 515   | 477   | 500   | 580   | 828   |